# Konzulat Republike Slovenije v Tirani
Konzulat Republike Slovenije v Tirani je diplomatsko-konzularno predstavništvo (konzulat) Republike Slovenije s sedežem v Tirani (Albanija); spada pod okrilje Veleposlaništva Republike Slovenije v Severni Makedoniji.